# Закон оптимальної компонентної додатковості
Закон оптимальної компонентної додатковості проголошує — ніяка екосистема не може самостійно існувати при штучно створеному значному надлишку або нестачі будь-якого екологічного компонента (як біотичного, так і абіотичного). Відразу підкреслимо, що цей закон не поширюється на випадки «стовідсоткового насичення» (звичайно, водна екосистема може розвиватися тільки у водному середовищі). Цей закон може розглядатися як розвиток принципу лімітуючих факторів Лібіха-Шелфорда. При цьому «нормою» екологічного компонента М. Ф. Реймерс рекомендує вважати ту, яка забезпечує екологічну рівновагу саме даній екосистемі в сформованому балансі всієї ієрархії природних систем.

## Ресурси Інтернету
- Теоремы экологии [Архівовано 20 липня 2014 у Wayback Machine.]
- Розенберг Г. С. О структуре учения о биосфере
- Дедю И. И. Экологический энциклопедический словарь. — Кишинев, 1989 [Архівовано 1 лютого 2012 у Wayback Machine.]
- Англо-русский биологический словарь (online версия) [Архівовано 19 липня 2017 у Wayback Machine.]
- Англо-русский научный словарь (online версия) [Архівовано 28 лютого 2015 у Wayback Machine.]

## Виноски
1. ↑   Реймерс Н. Ф. Экология: (теория, законы, правила, принципы и гипотезы). — М., 1994. — 367 с.